# Plaskórówka
Płaskórówka (Plaskurówka) – potok, lewy dopływ potoku Rycerskiego o długości 3,26 km i powierzchni zlewni 3,9 km².
Źródła potoku znajdują się na wysokości około 990 m, na północno-wschodnich stokach Magury w granicznym, polsko-słowackim grzbiecie Beskidu Żywiecko-Kisuckiego (Grupa Wielkiej Raczy). Spływa głęboką doliną, początkowo w kierunku północno-wschodnim, później wschodnim. Orograficznie prawe zbocza tej doliny tworzy graniczny grzbiet ze szczytami Magury, Wielkiego Przysłopu, Małego Przysłopu i Obłazu, lewe boczny grzbiet Jaworzyny. W należącym do Rycerki Górnej osiedlu Kolonia uchodzi do Rycerskiego Potoku na wysokości ok. 660 m.
Większa część zlewni potoku Plaskórówka to obszary porośnięte lasem, bezleśna, zajęta przez pola i zabudowania Rycerki Koloni jest tylko niewielka, dolna jej część. Wzdłuż doliny potoku prowadzi droga leśna, a nią czarny szlak rowerowy z Rycerki Górnej przez dolinę Plaskurówki, Jaworzynę, Skrzadnicę i Oźną do Zwardonia.